# Phyllanthus dumetosus
Phyllanthus dumetosus är en emblikaväxtart som beskrevs av Jean Louis Marie Poiret. Phyllanthus dumetosus ingår i släktet Phyllanthus och familjen emblikaväxter.
Artens utbredningsområde är Rodrigues. Inga underarter finns listade i Catalogue of Life.